# 琴

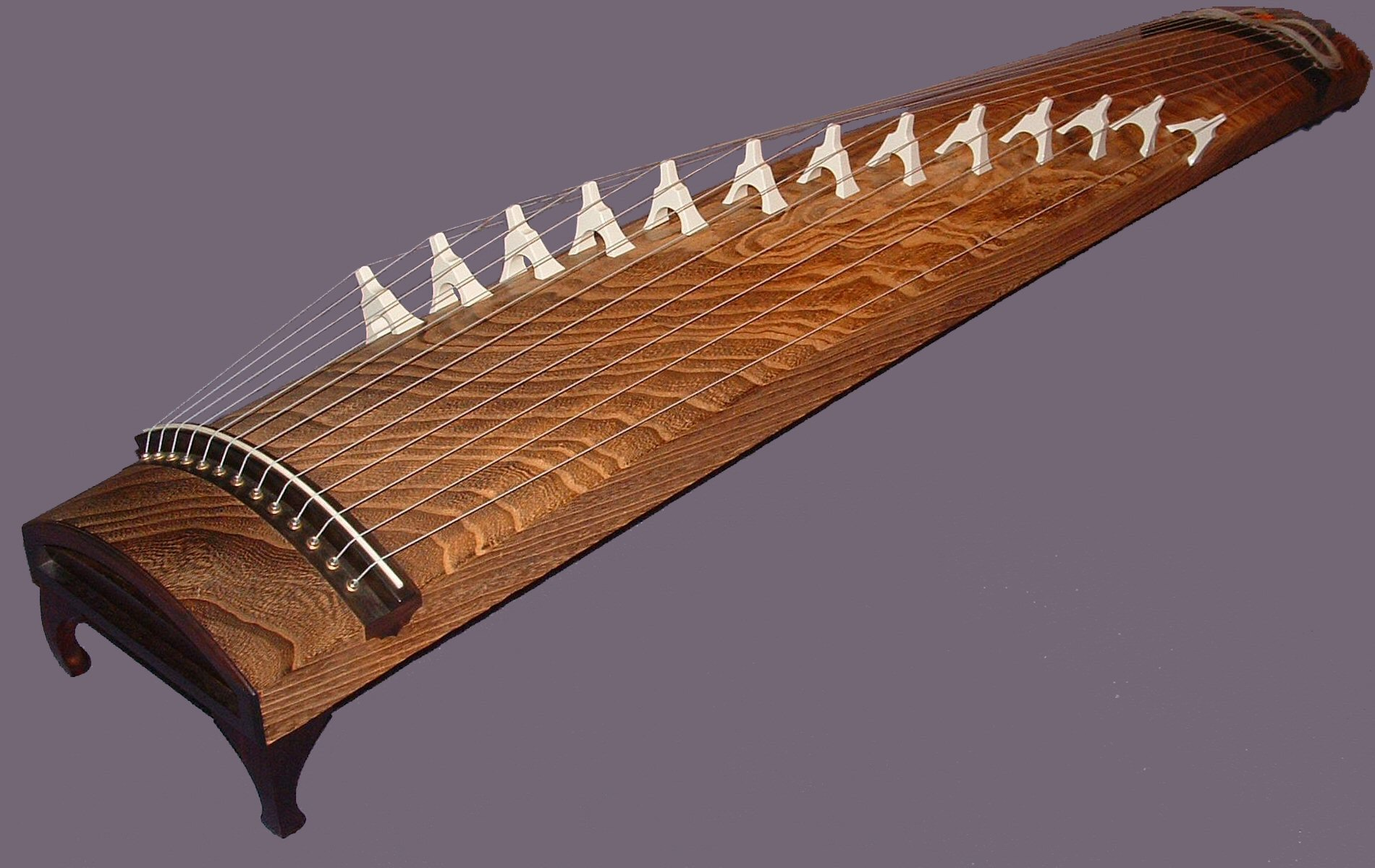
日本の箏

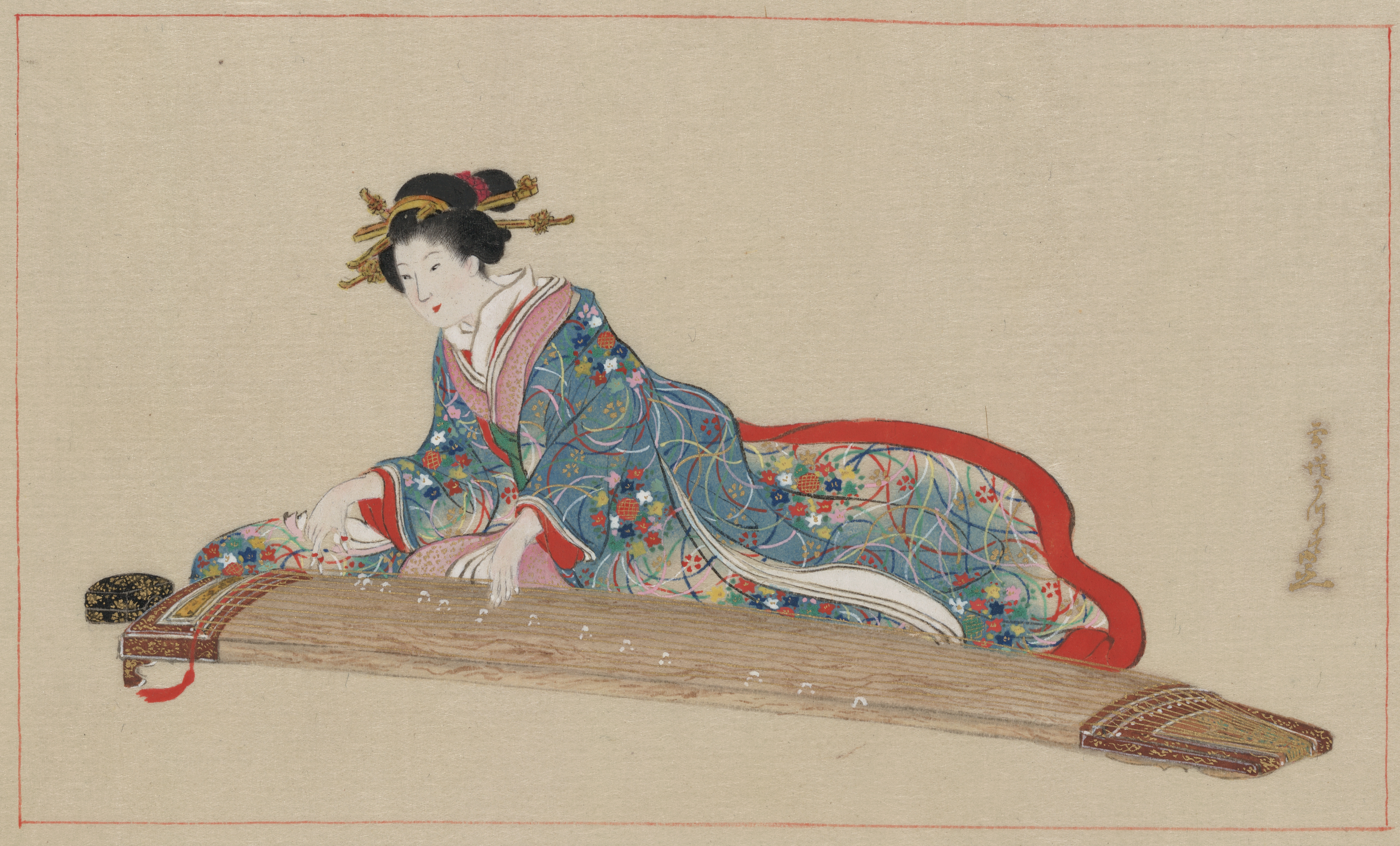
箏を演奏する女性。長谷川雪堤画

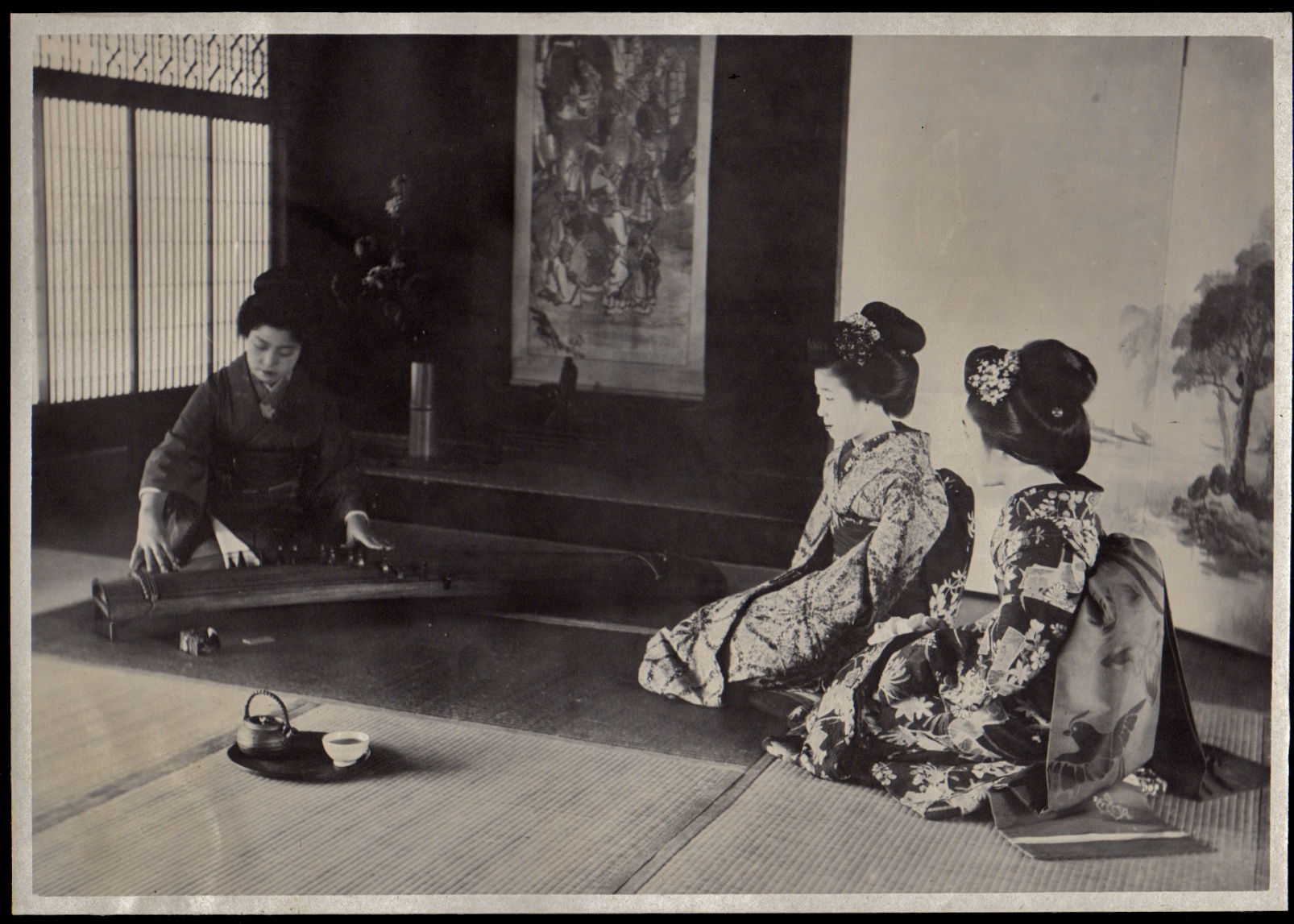
箏の練習風景。大正時代

琴（きん/こと）とは、日本の伝統楽器。日本で「こと」と呼ばれる楽器は、（1）琴（きん）、（2）箏（そう）、（3）和琴 （わごん）、（4）一絃琴（須磨琴）、（5）二絃琴（八雲琴）がある。（1）琴（きん）と（2）箏（そう）は混同されることがあるが、両者の違いは、（1）琴は弦を押さえる場所で音程を決めるが（和琴は柱を使う）、（2）箏は柱（じ）と呼ばれる可動式の支柱で弦の音程を調節することである。いずれも、指にはめた爪（ピック）または指（あるいは手の爪）で弦を弾いて音を出す。

## 種類

### 一絃琴
モノコード系のシンプルな楽器であり、板琴、須磨琴などの別名がある。日本には江戸時代初期に中国大陸より伝来し、河内国の僧覚峰律師により世に広まった。幕末に土佐藩士のあいだで流行する。初期の一絃琴は一枚板に弦を張った構造だったが、最近のものは箱状になっている。一絃琴のために作曲された曲を「本曲」といい、全体に緩やかな音楽が特徴である。

### 二絃琴
1820年に中山琴主が出雲大社への献納用楽器として考案したことから当初は出雲琴と呼ばれたが、代表曲「八雲曲」にちなんで八雲琴と呼称するようになった。初期は竹で作られたが、のちに杉や桐製となった。2本の弦は同律に調弦されることから、一絃琴から進化させたものと考えられる。出雲、伊予、京阪地方で盛んになったが、現在は衰微している。
明治初期に二絃琴を発展改良させた東流二絃琴（あずまりゅうにげんきん）が開発され、東京で流行した端唄や俗謡の伴奏楽器として、明治中期まで盛んに用いられた。

### 大正琴
大正時代に二絃琴をもとに開発された。

## 「こと」の由来
『古事記』などに「こと」を弾く場面がしばしば登場するように、本来「こと」は古くから日本に存在しており、呪術用の楽器として使用された様子がみられる。登呂遺跡など、各地の弥生時代の遺跡からすでに「こと」と思われる残片が見つかっており、また古墳時代の埴輪にも「こと」や「こと」を弾く人物をかたどったものがある。つまり、「こと」は名称はともかく楽器としては弥生時代から存在していることになる。その「こと」は五本弦が多く、頭部から尾部に向かいやや広がるような形と、尾部に弦を留める突起があるものが多いことなどから、今日の和琴（わごん）の原型であると思われる。現在も最も普通に「こと」と呼ばれる箏が中国から渡来したのは、奈良時代のことである。
和琴とは別に、奈良時代に渡来した「琴」（きんのこと）は中国宮廷内の祭祀にまつわる楽器として、弦楽器（古代日本では、人間が息を吹き込まねば演奏できない管楽器よりも高尚なものとされた。当時弦楽器はすべて「○○のこと」と呼び習わされる）の中でも重要視されていたらしい。平安時代の『うつほ物語』では琴の伝授が物語の主軸の一つであり、また『源氏物語』にも登場するが、醍醐天皇～村上天皇の治世がモデルと推測される作中世界においても「琴のこと」の奏者は少数しか登場しないなど、早くに廃れていたことが解る。ちなみに源氏物語に登場する奏者は、主人公で臣籍降下した皇子光源氏やその異母弟の蛍兵部卿宮・宇治八の宮、また源氏の後妻の内親王女三宮とその子薫、常陸宮の娘末摘花、明石の御方（母の明石尼君が中務宮の孫）など、多くが皇族または皇室に深いかかわりを持つ人物である。

### 縄文琴
倭琴（やまとごと）の祖形となる古代琴は、板作りと共鳴装置をもつ槽作り（ふねつくり）の2種に分類される。この内、板作りの琴は、細長い板の表面に弦を張る構造であり、縄文時代から確認されている。出土例として、北海道小樽市忍路土場（おしょろどば）遺跡、滋賀県彦根市松原内湖遺跡、青森県八戸市是川遺跡などから、縄文時代後期から晩期にかけての縄文琴が出土している。ただし、弦の張り方や琴頭の形が弥生時代後期の琴と異なることから、縄文琴の伝統は途切れ、弥生時代から倭琴の新たな伝統は始まったものと考えられる。似たような楽器として、アイヌのトンコリがある。
3000年前の青森是川中居遺跡から出土した木製品は世界最古の弦楽器の可能性があり、
弥生時代の登呂遺跡などから出土した原始的な琴と似ていることから、日本の琴の原型ではないかと推測されている。

### 中世神話上における起源
伊勢神道の書物『御鎮座本紀』には、「アメノウズメが天香具弓（あまのかぐゆみ）を並べて叩いたのが琴の始まり」と記述されており、中世神話上では、その起源を「女神が並べた弓から始まったもの」と解釈された（神道行事の寄絃の方も参照）。

## 琴という言葉
このように、元来、和語（大和言葉）の「こと」という言葉は、現在の和琴の元となった弥生時代以来の「こと」から発して、奈良時代以降大陸から多数の弦楽器が渡来したとき、それら弦楽器全般を総称する言葉ともなった。この「琴」という字を「こと」と訓じ、「箏」の字が常用漢字で無いことから「箏のこと」で用いる柱を琴柱（ことじ）と言ったり、箏の台のことを琴台（きんだい）と言ったり、箏曲を教える人が広告などに「琴曲教授」と書いていたり、「福山琴」の商標登録に見られるように言葉の使われ方に多少の混乱がある。
例えば、『源氏物語』などの古文では、「琴」は、この項で説明している琴（きん）のほかに、箏、琵琶などすべての撥弦楽器を指している。このことは、明治時代に日本に新しい楽器が入ってきた際に、洋琴（ピアノ）、風琴（オルガン）、手風琴（アコーディオン）、自鳴琴（オルゴール）、提琴（ヴァイオリン）などと呼ばれていたことからも窺い知ることができる。

## 琴に関連する伝説
常陸国住人に琴御館宇志丸（ことのみたち うしまる）というものがおり、ひとりでに鳴る琴を所有しており、敵対勢力が来ると音を鳴らし、宇志丸に教えたため、事前に兵を集められ、徹底して防戦ができ、戦に負けることがなかった。このため、敵側は偽りの和睦を結び、宇志丸の娘を嫁とするが、その嫁を用いて、秘密裏に琴の弦を切らせた。これにより宇志丸は敵兵が進軍しても気づかず、琴の弦が切られたことに気づいた時には、敗戦し、常勝を重ねることはなくなり、敗戦を重ねた結果、近江国滋賀郡に流浪して着き、日吉神人（神主）の祖先となった。
この説話は『続群書類従』所収「耀天記」に記述されたもので、ベトナムに伝わる伝説と類型が指摘されているが、「霊的な琴」といったように、日本風に（神道観で）アレンジされており、日本文化における琴の信仰観（中世以降も重要だったこと）がわかる伝説である。